# Amauridia holoscota
Amauridia holoscota là một loài bướm đêm trong họ Noctuidae.